# Strade provinciali della provincia di Biella

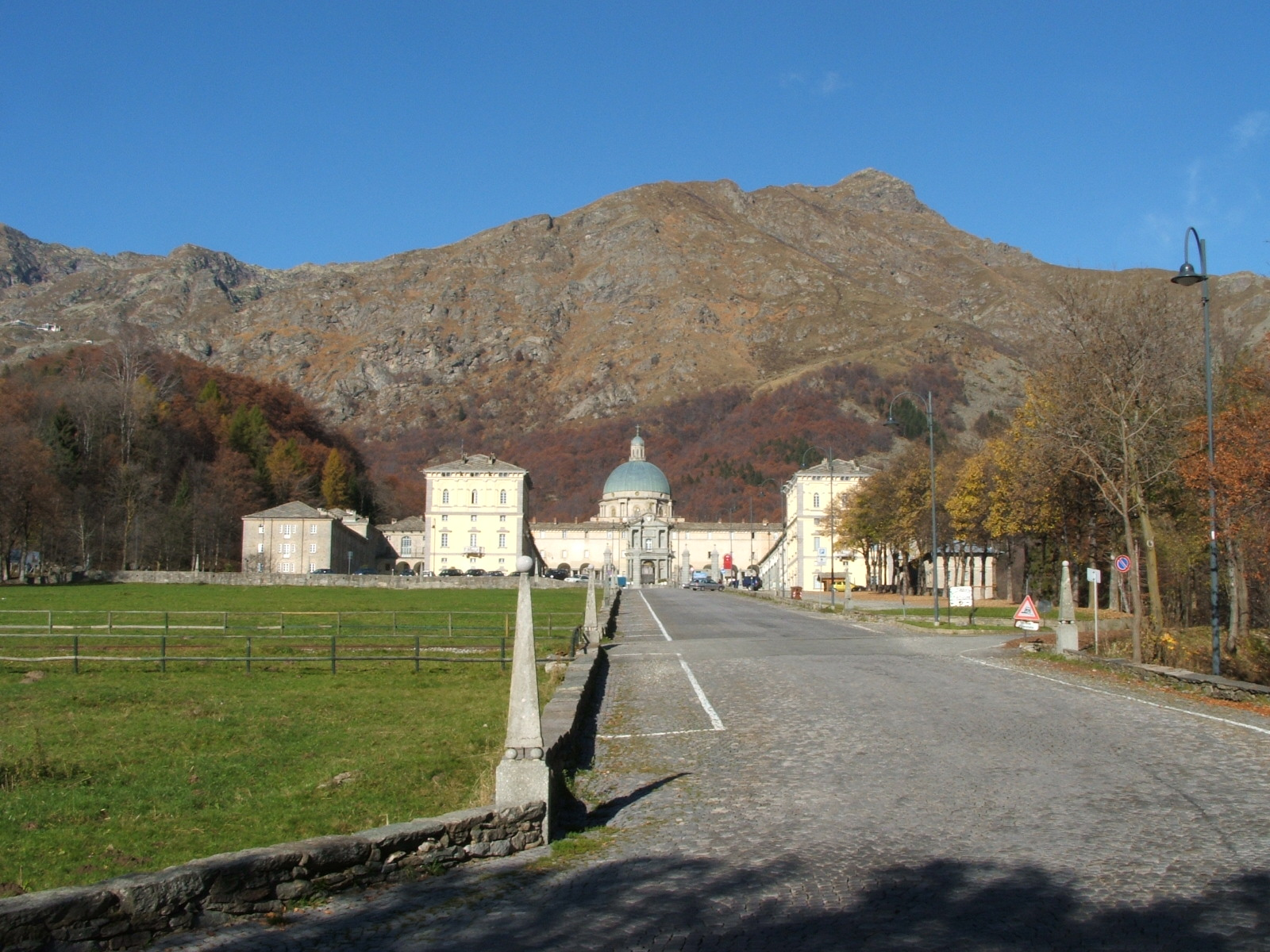
L'arrivo ad Oropa della ex SS 144, ora declassata a strada provinciale

Le strade provinciali della provincia di Biella sono indicate di seguito.

## Strade provinciali

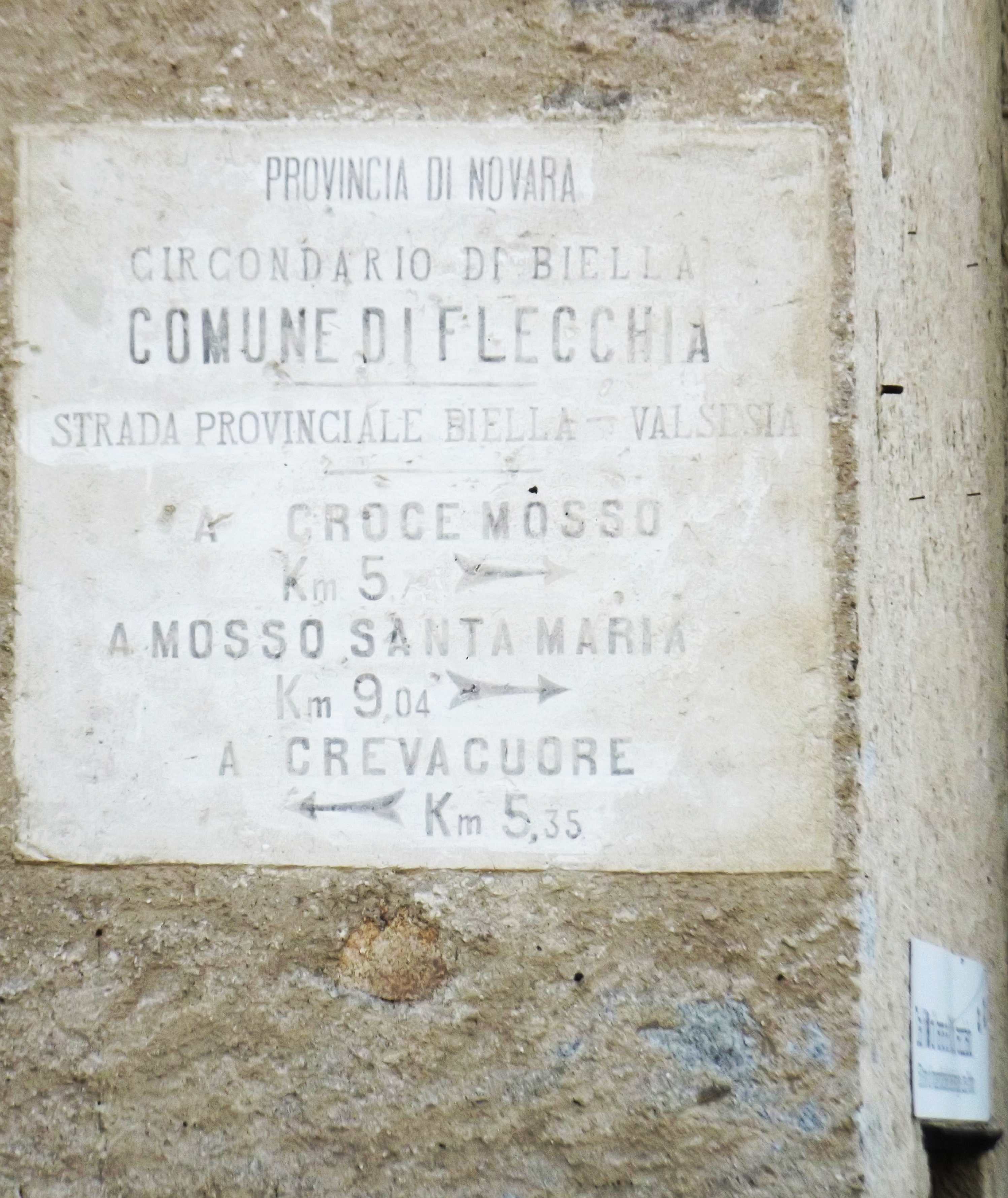
Vecchie indicazioni stradali sul lanificio Zingone (fabbrica della ruota, Pray) relative alla strada provinciale Biella-Valsesia (ora SP 200).

La numerazione delle strade provinciali è impostata su 5 grossi blocchi, centrati sul capoluogo e disposti in senso orario; ognuno di essi è aperto da una strada di una certa importanza che ha il numero più basso del blocco (es. la SP 100 della Valle Cervo, o la SP 300 Biella-Cossato).

### SP 100 - SP 199
- SP 100 Valle del Cervo - km 13,810
- SP 101 della Rondolina - km 0,980
- SP 102 di Vaglio Colma - km 4,884
- SP 103 di Vaglio Pettinengo - km 2,291
- SP 104 Pettinengo Selve Marcone - km 3,582
- SP 105 Andorno - Mosso S. Maria - km 14,702
- SP 106 Callabiana Pianezze - km 2,197
- SP 107 di Camandona - km 3,510
- SP 108 di Vegliomosso - km 3,250
- SP 109 Sella - Bulliana - km 2,554
- SP 110 Andorno Tavigliano - km 1,073
- SP 111 di Quittengo - km 2,318
- SP 112 Ponzone Trivero "Diagonale" - km 5,280
- SP 113 Coggiola Trivero - km 5,620
- SP 114 Pratrivero Portula - km 1,350
- SP 115 Panoramica Zegna - km 11,265
- SP 116 Vallefredda Pray - km 2,700
- SP 117 destra Sessera 1° tronco - km 3,270
- SP 118 Pray Coggiola - km 3,640
- SP 119 Crevacuore Caprile - km 3,450
- SP 120 di Ailoche - km 1,700
- SP 121 Crevacuore Postua - km 2,200
- SP 142 superstrada Biella-Cossato-Masserano - km 15,342

### SP 200 - SP 299
- SP 200 Valli di Mosso I tronco - II tronco Valle Sessera - km 16,836
- SP 200 II tronco Valle Sessera - km 12,035
- SP 200/a variante di Crocemosso - km 1,250
- SP 201 Veggio Ronco B.se - km 1,890
- SP 202 Chiavazza Ronco Valdengo - km 6,180
- SP 203 Vigliano Ronco - km 3,230
- SP 204 Zumaglia Ronco - km 2,420
- SP 205 Ronco Ternengo Bioglio - km 4,929
- SP 206 Vigliano Valdengo - km 2,210
- SP 207 Pettinengo S. Francesco - km 3,158
- SP 208 Bioglio Piatto Valdengo - km 9,662
- SP 209 Ternengo S. Francesco Bioglio - km 6,912
- SP 210 cascina Picco Vallemosso - km 2,635
- SP 211 del Castello di Valdengo - km 0,950
- SP 212 Valdengo Cerreto Castello - km 1,930
- SP 213 Piatto Valle S. Nicolao - km 1,885
- SP 214 Bioglio Valle S. Nicolao - km 1,350
- SP 215 Valle S. Nicolao Quaregna - km 9,235
- SP 216 di Vallanzengo - km 1,880
- SP 217 Cossato Quaregna - km 1,250
- SP 218 Cossato Lessona - km 0,295
- SP 219 Lessona ponte Guelpa - km 1,594
- SP 220 Crosa alla SS 232 - km 1,400
- SP 221 Strona SS 232 - km 1,300
- SP 222 Strona Vallemosso - km 2,500
- SP 223 Crocemosso Lessona SS 142 - km 11,250
- SP 224 Strona Casapinta - km 1,100
- SP 225 Strona Montaldo - km 3,980
- SP 226 Cerreia Baltigati - km 1,760
- SP 227 Masserano Lessona - km 4,780
- SP 228 Raccordo di Masserano - km 0,220
- SP 229 Casapinta Mezzana Mortigliengo - km 5,460
- SP 230 Crosa Casapinta Masserano - km 10,045
- SP 231 Soprana Mezzana - km 7,780
- SP 232 Baltigati Curino - km 6,490
- SP 233 Masserano Brusnengo - km 2,245
- SP 234 Pray Curino Brusnengo - km 15,354
- SP 235 destra Sessera 2° Tronco - km 3,700
- SP 236 Crevacuore Sostegno - km 7,030
- SP 237 di Villa del Bosco - km 1,340
- SP 238 Sostegno Casa del Bosco - km 1,700
- SP 239 Casa del Bosco Orbello - km 2,630
- SP 240 Brusnengo Curavecchia - km 1,187

### SP 300 - SP 399
- SP 300 Biella Cossato - km 7,400
- SP 301 Vigliano Candelo - km 1,143
- SP 302 Biella Candelo Benna - km 3,785
- SP 303 Candelo Sandigliano - km 3,245
- SP 304 Gaglianico Ponderano - km 0,816
- SP 305 Vergnasco Cerrione - km 1,480
- SP 306 Cerreto Castello superstrada - km 1,110
- SP 307 Candelo Mottalciata - km 10,461
- SP 308 Mottalciata Gifflenga - km 3,345
- SP 309 Benna Verrone - km -
- SP 310 Verrone Sandigliano 1,511
- SP 311 dell'Aeroporto - km 0,859
- SP 312 Verrone Salussola - km 6,468
- SP 313 Cossato Castelletto Cervo - km 7,585
- SP 314 Raccordo S. Giacomo - km 0,567
- SP 315 Torino Svizzera - km 7,960
- SP 316 raccordo per Buronzo - km 3,520
- SP 317 S. Giacomo Rovasenda - km 4,555
- SP 318 Brusnengo Rovasenda - km 5,182
- SP 319 di Villanova B.se - km 0,612
- SP 320 Massazza Salussola - km 7,135
- SP 321 Salussola Arro - km 5,070
- SP 322 Salussola Brianco - km 4,350
- SP 338 Tangenziale sud di Biella - km 2,568

### SP 400 - SP 499
- SP 400 Biella Zimone - km 14,950
- SP 400/a Tangenziale ovest di Biella - km 1,880
- SP 401 Occhieppo Inf. Ponderano - km 2,384
- SP 402 del Maghetto - km 1,700
- SP 403 di Camburzano - km 2,345
- SP 404 Muzzano - Occhieppo Inf. - km 3,275
- SP 405 Mongrando Donato - km 8,300
- SP 406 raccordo S.Lorenzo SS 419 - km 0,765
- SP 407 raccordo Lace SS 419 - km 0,900
- SP 408 Sala Andrate - km 2,950
- SP 409 Zubiena Sala Torrazzo - km 6,950
- SP 410 di Magnano - km 2,020
- SP 411 Cerrione Chalet - km 7,610
- SP 412 Bornasco Sala B.se - km 3,900
- SP 413 Zimone Magnano S. Sudario - km 8,260
- SP 414 Zimone Viverone - km 4,550
- SP 415 Zimone Salussola - km 5,500
- SP 416 Cerrione Salussola - km 4,420
- SP 417 Salussola Dorzano - km 3,795
- SP 418 Dorzano Roppolo - km 3,545
- SP 419 di Roppolo - km 2,000
- SP 420 Viverone Alice Castello - km 3,140
- SP 421 Cavaglià Morzano - km 3,410
- SP 422 Ponderano Borriana - km 5,420

### SP 500 - SP 599
- SP 500 della Valle Elvo - km 17,400
- SP 502 Sordevolo Pollone - km -
- SP 503 Occhieppo Sup. Pollone - km 1,920
- SP 504 Pollone Cossila S. Giovanni - km 4,315
- SP 505 Pollone Favaro - km 2,615
- SP 506 Pralungo Biella - km 1,395
- SP 507 Tollegno Andorno Micca - km 3,144
- SP 508 del Villaggio Filatura - km 1,428
- SP 509 Tollegno Pralungo - km 3,153
- SP 510 Andorno Miagliano Tollegno - km 2,791
- SP 511 Santuario di Graglia - km 3,500
- SP 512 del Tracciolino - km 23,645
- SP 513 Rosazza S. Giovanni Oropa - km 13,500
- SP 514 di S. Paolo Cervo - km 2,700

## Strade statali declassate
- ex  di Oropa
- ex  del Lago di Viverone
- ex  di Massazza
- ex  di Mongrando
- ex  della Serra
- ex  Vercellese
- ex  di Borgo d'Ale
- ex  Panoramica Zegna
- Biellese